# Acacia oxycedrus
Acacia oxycedrus — вид квіткових рослин з родини бобових. Ареал: Австралія (Новий Південний Уельс, Південна Австралія, Вікторія).

## Середовище
Зустрічається на вересовищах, рідколіссях і лісах.

## Біоморфологічна характеристика
Це колюче, прямовисне, розлоге або звивисте дерево або кущ заввишки 1–10 метрів. Цвіте з червня по листопад, плодоносить з грудня по лютий. Темно-зелені, жорсткі і гострокінцеві філодії мають три або чотири помітні поздовжні жилки. Яскраво-жовті або блідо-жовті циліндричні квіткові головки з'являються групами від однієї до трьох у пазухах філодіїв. Прямі або злегка вигнуті стручки завдовжки від 4 до 10 см і вшир від 3 до 6 мм.

## Використання
Цей вид використовується в культурі як декоративний вид.